# 鋤鼻器

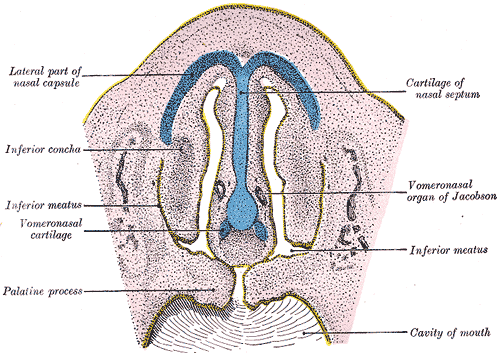
ヒト胚の鼻腔断面。青く着色された鼻中隔軟骨の両側にある点が鋤鼻器

鋤鼻器（じょびき、英語:vomeronasal organ）とは四肢動物が嗅上皮とは別に持つ嗅覚器官。ヤコブソン器官・ヤコプソン器官 (英語:Jacobson's organ) とも呼ばれる。開口位置は鼻腔内や口蓋などその生物群により異なる。

## 進化とその機能
嗅覚器官ではあるが、この器官からの信号は、嗅上皮から脳へ向かう嗅神経とは異なる神経経路により脳の副次臭葉に向かう。元々は口腔内の食物の臭いを感じる器官であったといわれている。

### 両生類
この器官が初めて現れたのは両生類であるとされている。有尾目では外鼻孔から内鼻孔へに続く鼻嚢に走る溝として現れる。これは鋤鼻器の原始的な形を表していると考えられている。無尾目、無足目ではその溝は鼻腔に開口する盲嚢状に変化している。どちらの場合も両生類の内鼻孔は口蓋に開くので口腔内の臭いを感じ取ることが出来る。

### 爬虫類

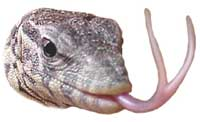
鋤鼻器に対応して二叉に分かれたオオトカゲの舌

現生爬虫類を構成する4つの目のうち、カメ目・ワニ目では鋤鼻器はほとんど消失しており、ムカシトカゲ目では内鼻孔に開口する盲嚢でしかない。その一方で、有鱗目では鋤鼻器が非常に発達し、嗅上皮よりも主要な嗅覚器官となっている。
有鱗目の鋤鼻器は鼻腔と完全に連絡を絶っており、口蓋にのみ開口部を持つ。左右一つずつある鋤鼻器にあわせて口蓋の開口部も左右一対となっている。ヘビや一部のトカゲが二叉に分かれた舌を頻繁に出し入れしているのは、舌に付着させた空中の化学物質をそれぞれ左右の鋤鼻器に運ぶためである。

### 鳥類
飛行能力を獲得した鳥類は、高度に発達した視覚・聴覚に比べて飛行への寄与の少ない嗅覚は基本的にほとんど発達していない。そのため、鳥類における鋤鼻器は消失しているか痕跡的な物でしかない。

### 哺乳類

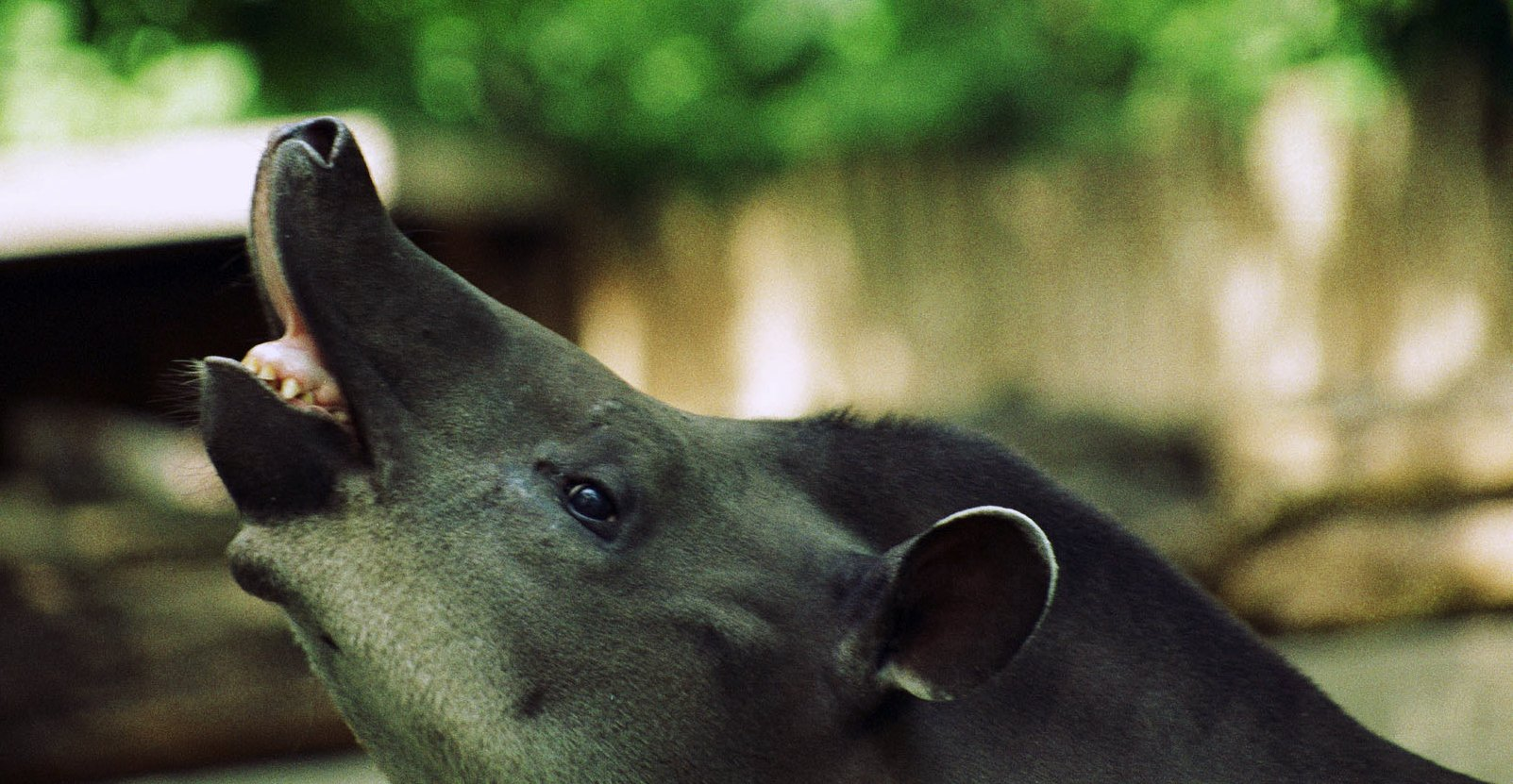
アメリカバクのフレーメン

哺乳類ではほとんどのグループで鋤鼻器が機能している。ヒトを含む高等霊長類・一部のコウモリ類・クジラを含む水棲哺乳類では退化している。
哺乳類の鼻中隔の前下部に存在し、一般的な嗅覚ではなくフェロモン様物質を受容する機能に特化していると考えられている。
多くの齧歯類では鋤鼻器の開口部は鼻腔に開くが、その他の哺乳類の場合、鼻口蓋管（びこうがいかん）と呼ばれる管で口蓋部に開口する。空気中のフェロモン物質を鋤鼻器に取り入れる際、イヌやウマなどの動物ではフレーメンと呼ばれる独特の表情をすることが知られている。